# عزلة عقبى وقرة عامر (الحديدة)

تعديل مصدري - تعديل

عزلة عقبى وقرة عامر هي إحدى عزل مديرية الجراحي في محافظة الحديدة اليمنية ويبلغ تعداد سكانها 3962 نسمة حسب التعداد السكاني في اليمن لعام 2004.

## روابط خارجية
- الجهاز المركزي للإحصاء بالجمهورية اليمنية
- المركز الوطني للمعلومات باليمن
- World Gazetteer:Yemen
- الدليل الشامل